# 蒂埃博一世 (洛林)
蒂埃博一世（法語：或)，約1191年—1220年2月17日），洛林公爵（1213年至1220年在位）。

## 生平
蒂埃博一世是洛林公爵費里二世與妻子巴爾的艾格尼絲的長子。
1214年7月4日，蒂埃博一世在布汶戰役與神聖羅馬帝國皇帝奧托四世並肩作戰，並在潰敗中被俘虜。蒂埃博一世不久就被釋放。
由於洛林公爵蒂埃博一世是一位強大的領主，在神聖羅馬帝國的統治下，洛林公國幾乎是獨立統治。然而蒂埃博一世有幾個重要的封臣，其中包括梅斯主教、圖爾主教、凡爾登主教、巴爾伯國（儘管此時這些伯爵實際上並不是洛林公國的一部分）、科梅爾西領主、沃代蒙伯爵和希尼伯爵（也是蒙梅迪領主），都為獨立而奮鬥並實現這一目標。洛林公爵對這些領主的宗主權可能只是名義上的。
修道院院長傑瓦斯建議他成為第五次十字軍東征的領導人之一，但他可能已經捲入香檳爵位繼承戰爭，不得不拒絕。

### 香檳繼承戰爭
1216年，在香檳繼承戰爭中，在拉姆呂及沃尼濟領主埃拉爾與香檳伯爵蒂埃博四世的爭位戰中，蒂埃博一世支持前者，而後者得到法國國王腓力二世、神聖羅馬皇帝腓特烈二世和巴爾伯爵亨利二世的支持。洛林公國的宗主腓特烈二世認為支持他反對的候選人是重罪，並佔領他送給前洛林公爵費里二世的羅賽姆。蒂埃博一世於1218年作出回應，重新奪回羅塞姆並蹂躪阿爾薩斯。腓特烈二世毫不猶豫地反擊，入侵洛林公國，佔領並燒毀其首府南錫。 然後他圍攻並佔領蒂埃博一世避難的阿芒斯城堡。蒂埃博一世被監禁並被迫承認香檳伯爵的宗主權，並放棄布瑞涅的艾拉德對香檳伯國的主張和幾個領主頭銜得以再次獲得自由。蒂埃博一世再也沒有收回失去的領地和威望，並於1220年去世。

### 弒親者
1217年4月3日至10日（香檳繼承戰爭期間），他尋找有問題的叔叔圖爾主教馬蒂厄，在默爾特河畔聖米歇爾的Void Parupt 路上發現他，並用矛（暗示戰鬥而不是謀殺）將他殺死。蒂埃博一世用來殺死這位不守規矩的主教的武器顯然是從茹安維爾領主西蒙那裡借來的，西蒙是香檳繼承戰爭期間的盟友，也可能是他的朋友。此舉令蒂埃博一世蒙上污點。

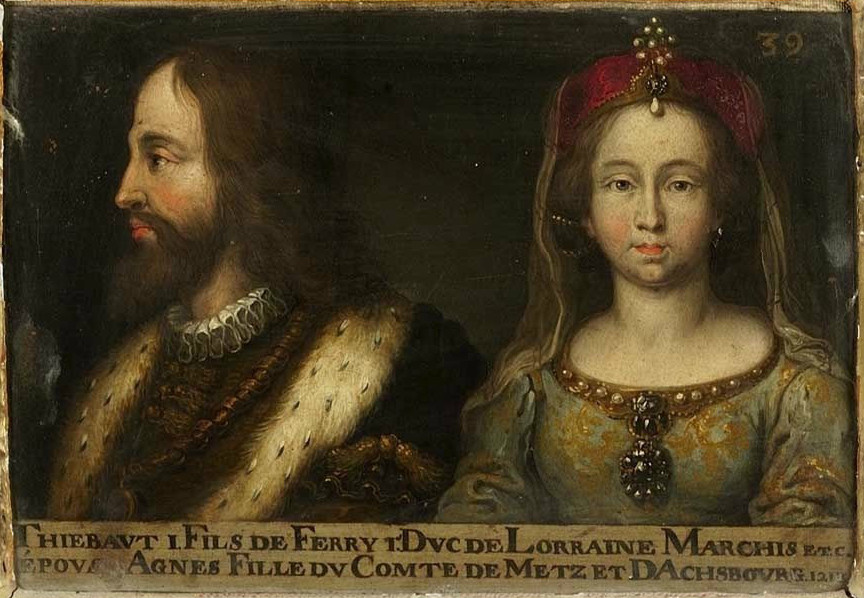
17世紀對蒂埃博一世和他妻子的描繪，蒂埃博一世生前，他妻子的仍未超過16歲

### 領地與醫院騎士團的關係
作為洛林公爵，蒂埃博一世的主要領地是洛林公國的首都南錫。1212年，他透過妻子格特魯德繼承達格斯堡伯國及其首府達博城堡和多爾利賽姆。考慮到他的祖先與醫院騎士團的聯繫，該地的醫院似乎是由他創立的。透過皇帝的授予，他還擁有羅塞姆，但當他干涉香檳繼承戰爭時，羅塞姆此領地被剝奪。
蒂埃博一世還擁有阿芒斯城堡、呂內維爾城堡和洛林公爵城堡及還有很多其他的城堡。

### 性格
在記載中，洛林公爵總是被認為非常英俊和才華橫溢，並且根據蒂埃博一世的軍事冒險經歷，他很勇敢。儘管如此，當他的君主加入香檳繼承戰爭的反對派時，他拒絕退縮，但他似乎要麼頑固要麼忠誠。反對他的領主讓他付出沉重的代價，而他對領主的暴力反應表明他為人過於驕傲，不願尋求平息事態。他的叔叔圖爾主教馬蒂厄被殺，並不能很好地反映他的個性，特別是當這種行為在中世紀被認為是特別令人震驚的時候。

## 婚姻與繼承
1206年，蒂埃博一世與達格斯堡和梅斯伯爵阿爾伯特二世唯一的女兒和繼承人格特魯德結婚。他們二人並沒有孩子，丈夫去世時她只有16歲。蒂埃博一世的弟弟馬蒂厄二世繼位為洛林公爵。格特魯德成為寡婦，其後與蒂埃博一世的宿敵香檳伯爵蒂埃博四世再婚。